# Aspilatopsis rufaria
Aspilatopsis rufaria är en fjärilsart som beskrevs av W. Warren 1909. Aspilatopsis rufaria ingår i släktet Aspilatopsis och familjen mätare. Inga underarter finns listade i Catalogue of Life.